# 茅洋乡
茅洋乡，是中华人民共和国浙江省宁波市象山县下辖的一个乡镇级行政单位。

## 行政区划
茅洋乡下辖以下地区：
乌石峧村、茅洋村、上缸厂村、李家弄村、小白岩村、大地园村、徐家岙村、郑家庄村、杨家岙村、山下叶村、溪东村、屠家园村、南充村、兴坑村、坟山村、潭头村、花墙村、杨岙山村、溪口村、白岩下村和银洋村。